# Pieter de Molo
Pieter Lodewijk de Molo (Brugge, 4 oktober 1746 - Gent, 18 april 1810) was een rooms-katholiek priester, kanunnik van de Sint-Donaaskathedraal en de Sint-Baafskathedraal en historicus.

## Levensloop
Pieter of Pierre de Molo was de jongste van de vijf kinderen van Pierre de Molo, die in Holland geboren was en overleed in Brugge op 10 november 1756, en van Catherine de la Villette, dochter van François Josse de la Villette d'Altena (1675-1725). Hij was een kleinzoon van de Italiaan François de Molo, gevolmachtigd minister van de koning van Polen bij de Staten-Generaal en die als ambassadeur werd afgevaardigd naar Lodewijk XIV in het kader van de Vrede van Rijswijk. 
Pieter werd priester en promoveerde tot licentiaat in beide rechten. Hij behoorde tot de adelstand en werd kanunnik bij de Sint-Donaaskathedraal in Brugge en later bij de Sint-Baafskathedraal in Gent.
Nadat de Sint-Donaaskathedraal op het einde van de achttiende eeuw werd afgebroken, werden de studies van kanunnik de Molo unieke historische bronnen. Hij schreef een geïllustreerde inventaris van grafschriften en blazoenen in de kathedraal en in enkele andere religieuze instellingen in het bisdom Brugge. In een ander werk lichtte hij de geschiedenis van de Sint-Donaaskerk toe. Beide werken bleven in handschrift en kwamen in de stadsbibliotheek van Brugge terecht, nadat ze in de bibliotheek van juffrouw Coppieters hadden plaats gevonden.
De Molo maakte ook zelf de tekeningen die in deze handschriften voorkomen.
Hij werd op het kerkhof van Assebroek begraven.

## Werken
- Geïllustreerde grafschriften- en blazoenenverzameling uit Sint-Donaas te Brugge en andere kerken of kapellen in Vlaanderen, handschrift, Stadsbibliotheek, Ms. 595 Vol. I, Brugge.
- Geïllustreerde geschiedenis en beschrijving van Sint-Donaas te Brugge, handschrift, stadsbibliotheek, Ms. 595 Vol. II, Brugge.
- A M. François-Xavier Marie Lauwereyns de Roosendaele, prêtre célébrant sa première messe au cimetière de Bruges le 9 janvier 1783, dédié par votre ami Pierre de Molo, chanoine de la cathésrale, Briugge, 1783.
- 'Déclaration pour M. Jacques-Ange Lauwereyns de Diepenhede, in: E. Coppieters & Ch. van Renynghe de Voxvrie, Histoire profesionnelle et sociale de la famille Coppieters, T. I, Brugge, 1966.
- Eloge de Robert Coppieters, sa famille et ses alliances, in: Tablettes des Flandres, T. III, Brugge, 1950.
- Origo e linea recta masculina perantiquae equestris prosopiae Saxonica Lauwereyns de Diepenhede, handschrift, archief Verplancke de Diepenhede, kasteel De Meester de heyndonck, Melle.
- Series canonicorum ecclesiae S. Donatiani, handschrift, Archief Groot Seminarie, Brugge.